# Хюнер-наме
Хюне́р-наме́, или Хюнернаме́ (осман. هنرنامه‎, тур. Hünernâme — «Книга подвигов») — богато иллюстрированная османская рукопись XVI века. Известна в единственном экземпляре, хранящемся в библиотеке музея дворца Топкапы в Стамбуле.
Хюнер-наме излагает историю османских султанов до Сулеймана Великолепного включительно. Первый том посвящён первым девяти султанам, второй — десятому, Сулейману. Третий и четвёртый тома, которые были в планах, так и не были написаны. Каждый том состоит из десяти глав и заключения. Авторы текста — шахнамеси (официальные историографы) Фетхуллах Ариф Челеби (ум. 1561/62), Ширванли Эфлатун (ум. 1569/70), Сейид Локман (ум. 1595). Миниатюры выполнены в имперской мастерской под руководством и при участии Наккаша Османа. Это одна из самых известных османских рукописей.

## История манускрипта
Написание этой истории во славу османских султанов было начато шахнамеси Фетхуллахом Арифи Челеби (ум. 1561—62) и Ширванли Эфлатуном (ум. 1569—70). После смерти Сулеймана I работа была прекращена. Хотя великий визирь Соколлу Мехмед-паша, покровительствовавший Локману и бывший инициатором написания Хюнер-наме, остался на посту, но Селим не был заинтересован в книгах.
После перерыва в десять лет, соответствующего периоду царствования Селима II, работа была продолжена Сейидом Локманом, шахнамеси Мурада III. Ему было приказано приступить к работе над текстом в январе—феврале 1578 года, а закончил он проект уже во время визирата Османа-паши. Несмотря на убийство Соколлу Мехмеда-паши в 1579 году, Мурад III повелел продолжать работу, поскольку он, в отличие от отца, ценил хорошие книги. Всего планировалось четыре тома, из которых были завершены два. Последние два должны были быть посвящены истории Селима II и Мурада III.
Стилистически Хюнер-наме является олицетворением высокого оттоманского стиля и текстами, и оформлением. Миниатюры исполнены в оттоманском историческом стиле: они спокойны, аккуратные и величавые. Их призвание не столько в иллюстрировании текста, сколько в транслировании ощущения стабильности империи, величия её и её традиций.
Иллюстрирование манускрипта производилось имперской мастерской во главе с Наккашем Османом и было завершено в 1584 году для первого тома и в 1588 году для второго.
После завершения, рукопись попала в хранилище рукописей Топкапы, где и находится до сих пор.

## Описание манускрипта

### Первый том
Первый том состоит из 234 страниц; размер страниц 48,5 х 30,5 см, обрез золотой; содержит 45 миниатюр, созданных следующими художниками: Наккаш Осман, Али-челеби, Мехмед-бей, Молла Тифлиси, Мехмед Бурсави, Вали-джан. Инвентарный номер — H. 1523 (H. означает Hazine — казначейство).
Он начинается с описания Топкапы и его различных дворов, из миниатюр с видами дворов Топкапы можно увидеть, как в то время выглядело то или иное строение. На изображении первого двора Топкапы видно, что главные ворота (Bab-ı Hümayun) были покрыты изразцами, на изображении второго двора обозначено куббеалты (место заседания дивана). Заслуживает внимания карта Стамбула, помещенная ближе к концу тома.
- Текстовые страницы
- Молла Тифлиси. Первый двор,
 H. 1523, f. 15b
- Молла Тифлиси. Второй двор,
 H. 1523, f. 18b—19a
- Молла Тифлиси. Общий вид Топкапы,
 H. 1523, f. 231b—232a
- Вали-джан. Карта Стамбула,
 H. 1523, f. 158b—159a

После описания Топкапы идёт рассказ о правлении девяти первых османских султанов. Описание сопровождается миниатюрами. В обязательном порядке есть портрет каждого султана на троне во время процедуры «джулюс», аналогичной европейской коронации. Сравнение изображений показывает, что художники старались создавать не абстрактные изображения, а максимально приближенные к реальности. Так, изображения джулюса Баязида I и Селима I демонстрируют, что место проведения процедуры отличалось от других. Эти два султана проходили процедуру «джулюс» не в парадном зале имперского дворца, резиденции правителя, а в имперских военных палатках. Баязид I стал султаном после битвы на Косовом поле, в которой его отец был убит, а Селим I сверг своего отца, Баязида II и процедура интронизации проходила в то время, когда Баязид ещё был в Топкапы. Присягу Селиму на миниатюре приносит (целуя туфлю) солак (гвардеец из особой роты — левшей).
- Наккаш Осман. 
Осман I,Джулюс, Согют,
 H. 1523, f. 49a
- Наккаш Осман. 
Мехмед II, Джулюс, Эдирне,
 H. 1523, f. 153b
- Наккаш Осман. 
Баязид II, Джулюс,Стамбул,
 H. 1523, f. 178a
- Али Челеби. 
Баязид I, Джулюс,Косово поле,
 H. 1523, f. 96b
- Мехмед Бурсави. 
 Селим I, Джулюс,Стамбул,
 H. 1523, f. 201a

Кроме того, к жизнеописанию каждого султана есть ещё по паре иллюстраций к каждому, рассказывающих об их физической силе, справедливости, военных успехах. Чаще всего встречаются изображения приёмов послов или вассалов, сцены охоты, осады и войска на марше, похороны, иногда один и тот же сюжет изображён разными миниатюристами. Не обойдены вниманием и наказания для врагов. Любопытны миниатюры, иллюстрирующие необычные события или бытовые сцены.
В Хюнер-наме излагается история со Змеиной колонной: Мехмед II собирался её сломать, однако к нему явился патриарх Геннадий и предупредил, что этого делать нельзя, иначе змеи заполнят Стамбул. На миниатюре Мехмед изображен в момент бросания булавы в колонну. Справа в чёрном можно увидеть патриарха.
Султан Мурад II изображён во время участия в традиционной игре — стрельба из лука в мишень на шесте. Называлась игра «тыква» (kabak), поскольку изначально на шесте закрепляли тыкву. Стрелять нужно было, сидя на лошади, в том момент, когда она будет скакать прямо под мишенью.
Султан Мурад I был заколот после битвы на Косовом поле Милошем Обиличем, после чего Милоша зарубили охранники султана. Этому эпизоду тоже посвящена миниатюра.
Любопытна сцена, изображающая Мурада II с мечом на троне и Яноша Хуньяди с разбитым шлемом и отрубленной головой. Янош Хуньяди довольно успешно противостоял османам, защищая Венгрию, умер он от чумы летом 1456 года, намного позже Мурада. Появление этого воображаемого сюжета среди прочих может объясняться как сознательной дезинформацией, так и заблуждением.
- Наккаш Осман. 
 Смерть Милоша Обилича,
 H. 1523, f. 94a
- Мехмед Бурсави. Победа  Селима I над кызылбашами,
 H. 1523, f. 205b
- Наккаш Осман. 
Баязид II на охоте в окрестностях Филибе,
 H. 1523, f. 182b
- Мехмед-бей. 
Мурад II тренируется в стрельбе из лука,
 H. 1523, f. 138a
- Мехмед-бей. 
Мехмед II, патриарх и Змеиная колонна,
 H. 1523, f. 162a
- Наккаш Осман. 
Мурад II и Янош Хуньяди,
 H. 1523, f. 143b

### Второй том
Второй том посвящен истории царствования Сулеймана I.
Размер страниц тома 0,43 X 0,30 см, количество страниц — 302. Некоторые страницы отсутствуют. Инвентарный номер — H. 1524. В томе содержится 65 полноразмерных миниатюр, иллюстрирующих события из жизни султана на охоте и войне, свидетельствующие о его щедрости и благочестии. Том продолжает производить величественное впечатление, но он живее и сильнее. Текстовый блок каждой страницы на цветном фоне содержит индивидуальный растительный узор, и они создают основу, на которой Локман писал шрифтом талик. Этот шрифт показывает, что персидская культурная модель ещё была привлекательна в 1580-х, несмотря на изменения в языке. Использование этого шрифта и написание ускоренным курсивом было по прямому указанию Мурада III (помимо этого, мастерской было приказано экономить на материалах при иллюстрировании).
Иллюстрации так же подчеркивают роль Соколлу Мехмед-паши, который был великим визирем Сулеймана I, Селима II и Мурада III. Хюнернаме — это не историческая хроника, а тематически организованное представление идеального правителя, который изображён в виде близком к пророку, который показан как воплощение суфийского понимания совершенного создания.
Миниатюры можно тематически разделить на несколько групп.
Группы миниатюр посвящены военным походам и успехам Сулеймана, приёмам послов или правителей, его ловкости на охоте.
- Текстовые страницы
- Битва при Мохаче (1526),
 H. 1524, f. 256b
- 1541 год, Изабелла Ягеллонка с сыном перед Сулейманом,  
H. 1524, f. 266a
- Охота с посланниками европейских держав, 
 H. 1524, f. 55a

Теме семьи и сыновей посвящена отдельная группа миниатюр. Праздники по случаю их обрезания, их участие в скачках и походах. Наблюдается различное отношение заказчика манускрипта к двум казнённым мятежным братьям Селима: шехзаде Мустафе и шехзаде Баязиду. Баязиду посвящена лишь миниатюра с проклятием Баязида отцом — 211a, в то время, как Мустафа изображается достаточно часто — 6 раз.
- Шехзаде Мустафа участвует в скачках, 
H.1524, f. 124b—125a
- Праздники, по случаю обрезания Мустафы, Мехмеда и Селима в 1530 году,
H.1524, f.  104a
- Сулейман с сыновьями: Селимом и Мехмедом в саду дворца в Пловдиве, 
H.1524, f. 55b
- Тело шехзаде Мустафы перед шатром после казни, 
 H. 1524, f.168b

Не обойдены вниманием казни великих визирей (при Сулеймане два визиря были удавлены).
Ещё одна группа миниатюр посвящена последнему походу Сулеймана — осаде Сигетвара и обстоятельствам, её сопровождавшим: войска на марше; военный совет; перемещение тела Сулеймана в повозке, когда Соколлу Мехмед-паша с ближайшим окружением скрыл смерть султана и проводил вместо него аудиенции.
- Похороны Паргалы Ибрагима-паши, 
H.1524, f. 164b
- Казнь  Ахмеда-паши, деталь,  
H.1524, f. 176b
- По пути в Сигетвар Сулейман пересаживается в повозку, H. 1524, f. 276a
- Селим молится у гроба Сулеймана, H. 1524, f. 294a

#### Изображение со спорным описанием
Согласно одному источнику, миниатюра изображает «похороны шехзаде Мустафы в Бурсе (f. 170a)».
Согласно другому источнику, миниатюра изображает «похороны убитого сына шехзаде Мустафы, (f. 171a)». Много вопросов вызывает плачущий человек слева у изголовья гроба. Есть мнение, что это — мать убитого ребёнка, наложница уже казнённого Мустафы.

### Иллюстраторы II тома
Нет ни одного документа или свидетельства, которые определили бы авторство миниатюр этого тома. В конце тома есть слова похвалы Локмана в адрес Наккаша Османа как организатора иллюстрирования, однако нет никаких данных о том, кто из миниатюристов работал вместе с ним над вторым томом.
Анализ построения рисунка (его макета), колорита, проработки деталей и изображения людей дает разбиение миниатюр на десять групп. Можно полагать, что миниатюры каждой группы по своим стилистическим особенностям нарисованы одним художником или группой художников, работавших сообща. Поэтому количество авторов не менее десяти. Если более точно, то исследователи оценивают общее количество художников так: примерно 14—16 человек.

## Комментарии
1. ↑  Арифи, как его называли, является автором текста Сулейман-наме[англ.]
2. ↑  Наккаш Осман ( 57 b, 81 a, 83 b, 88 a, 89 b, 94 a, 105 a, 108 b, 112 b, 116 a, 121 a, 127 b, 130 a, 132 b, 143 b, 153 b, 182 b, 207 b), Али-челеби (62a, 68 b, 72 a, 75 b, 96 b, 189 a), Мехмед-бей (49 a,138 a, 162 b, 165 a, 170 b, 186 b, 87 a, 194 b, 211 a, 217 a), Молла Тифлиси (15b, 18b—19a, 132b—133a), Мехмед Бурсави (201a, 205b, 214b), Вали-джан (158b—159a)[1].
3. ↑  102b—103a, сюннет; 115b—116a, сюннет; 118b—119a, сюннет; 121b—122a, на празднике; 124b—125a, скачки ;168b, смерть; 170a, похороны.
4. ↑  Эти группы таковы:
  1. 51b—52a, 54b—55a
  2. 211a, 226b, 244b, 247a
  3. 25b—26a, 39a, 45b, 86b—87a, 102b—103a, 115b—116a, 118b—119a, 121b-122a, 146b—147a, 164b, 168b, 170a, 171b, 176b, 250a
  4. 178a, 231b, 237b, 242a
  5. 59b—60a, 62b—63a
  6. 32a, 35b, 65b—66a, 76b, 79b, 83b, 124b—125a, 151b
  7. 256b, 257b, 264a, 268b, 276a, 277b—278a, 294a
  8. 261a, 266a, 271a, 279b
  9. 283a, 288b, 290a, 291a
  10. 206a